# ترمائوزان
ترمائوزان (به فرانسوی: Trémaouézan) یک کمون در فرانسه است که در Canton of Landerneau واقع شده‌است.

## خصوصیات
ترمائوزان ۸٫۳۰ کیلومترمربع مساحت و ۴۷۰ نفر جمعیت دارد.